# Maurice Geldhof
Pour les articles homonymes, voir Geldhof.
Maurice Geldhof, né le 22 octobre 1905 à Moorslede et mort le 26 avril 1970 à Wevelgem, est un coureur cycliste belge. Professionnel de 1927 à 1929, il a notamment remporté une étape du Tour de France 1927, dont il a pris la 10e place finale.

## Palmarès
- 1926
  - 4e étape du Tour de Belgique indépendants
- 1927
  - 19e étape du Tour de France
  - Marseille-Lyon
  - Toulouse-Bordeaux
  - 3e du GP Wolber
  - 10e du Tour de France
- 1929
  - 3e du Circuit de Paris

## Résultats sur le Tour de France
- 1927 : 10e, vainqueur de  la 19e étape
- 1928 : abandon (17e étape)
- 1929 : abandon (13e étape)